# Phan Thiet

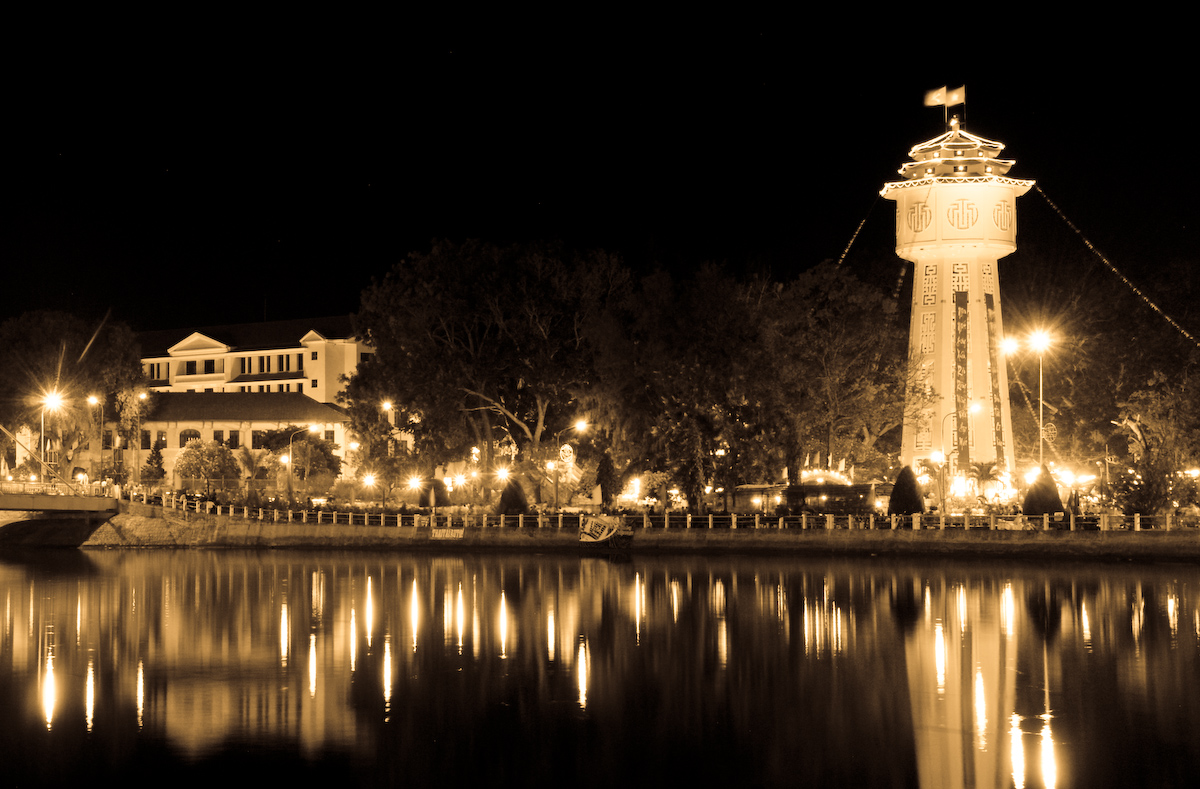
Phan Thiết à noite

Phan Thiết é uma cidade situada na província de Bình Thuận no Vietnã. Segundo censo de 2010, havia 189 619 habitantes. Possui 71,7 quilômetros quadrados.

## História
Os primeiros resorts ao longo das praias dos bairros de Hưng Long e Phú Thủy, bem como dos bairros de Phú Hài e Hàm Tiến, a leste do centro da cidade, foram inaugurados em meados dos anos noventa. Desde então, o turismo se expandiu significativamente e centenas de hotéis, restaurantes, resorts, pousadas e lojas foram construídos ao longo da costa.
A praia de Rang, no distrito de Hàm Tiến, foi descoberta por estrangeiros em 1995 enquanto testemunhava o eclipse solar. Enganados por guias, que rotularam incorretamente a praia de Rang como "praia de Mũi Né", eles foram os turistas iniciais, junto com muitos turistas que se sucederam chamando erroneamente todas as regiões a leste do centro da cidade de Phan Thiết de "Mũi Né".
Esta área estava sob a jurisdição do antigo reino de Champa e mais tarde absorvida pelo Império Đại Việt (antigo nome do Vietnã). O domínio vietnamita foi estabelecido sobre a área, que desde então se tornou a atual província de Bình Thuận, embora o nível administrativo e os limites da área não tenham sido determinados durante esse período.
Em 1697, Bình Thuận foi mudado de um forte ("trấn") para um distrito (phủ), depois para um dinh. Mais tarde, Phan Thiết foi oficialmente reconhecido como đạo (junto com Phan Rang, Phố Hài e Ma Ly da área de Tam Tân).
De 1773 a 1801, ocorreu um feroz conflito entre as forças da dinastia Nguyễn e da dinastia Tây Sơn na área.
Em 1825, durante o reinado do Imperador Minh Mạng, Bình Thuận tornou-se oficialmente uma província; parte de Phan Thiết foi convertida no distrito de Hàm Thuận. Em 1854, durante o reinado de Tự Đức, o distrito foi renomeado para Tuy Lý.
Em 1836 (o 17º ano do reinado de Minh Mạng), o oficial de gabinete Đào Tri Phủ foi enviado a Bình Thuận para supervisionar as tarefas de levantamento e estabelecer limites de terra para 307 comunas e aldeias em quinze distritos de Bình Thuận, a fim de determinar a tributação. Na margem direita do rio (atualmente rio Cà Ty) estavam as aldeias de Đức Thắng, Nhuận Đức e Lạc Đạo. Na margem esquerda estavam Long Bình e Minh Long.
Perto do final do século 19, Phan Thiết ainda não era oficialmente reconhecida como uma unidade administrativa (nível inferior) dentro da província de Bình Thuận.
Em 1898 (o 10º ano do reinado do imperador Thành Thái), a capital da província de Bình Thuận foi transferida para a vila de Phú Tài, um subúrbio de Phan Thiết. Em 20 de outubro daquele ano, Thành Thái assinou um decreto para tornar Phan Thiết uma cidade e capital provincial (no mesmo dia do estabelecimento das cidades de Bình Thuận, Huế, Hội An, Qui Nhơn, Thanh Hóa e Vinh).

No século 20, foi um centro do movimento de independência VNQDĐ.